# Armées françaises sous la monarchie
Les armées françaises sous la monarchie sont toutes les forces armées qui ont servi le roi de France.

## Organisation

### Moyen Âge
Jusqu'au XIIe siècle, l'ost royal est composé par les chevaliers et grands officiers du palais. Elle ne devient une véritable armée qu'avec l'ajout des grands vassaux avec leurs propres troupes et des milices piétonnes fournies par les villes et les abbayes. Le temps du service militaire n'excède pas le temps d'une campagne, puis une convention vassalique réduit ce temps à quarante jours. Le roi est réellement suivi dans ses opérations militaires par les petits vassaux du domaine royal, les grands vassaux ne rejoignent l'armée qu'en fonction des alliances politiques et des buts de guerre.
Avec Philippe II Auguste, des structures militaires se mettent en place. Elles se divisent en plusieurs batailles chacune conduite par un prince et composées de vassaux regroupés en bannières. Le commandement est assuré par le roi, les princes ou le connétable, assistés par des maréchaux. Le service vassalique décline au cours du XIIIe siècle, mais en contrepartie le service militaire royal s'élargit à tous les seigneurs du royaume et le temps du service est supprimé moyennant finances. Les villes prennent en charge leur propre défense et fixent les nombres de combattants qu'elles fournissent, alors que l'Église fournit surtout des chevaux et du matériel.
La Guerre de Cent ans permet une évolution de l'armée. Les Grandes compagnies sont employées, contre finances elles fournissent les services de dizaines de professionnels de la guerre. Lors de leur démobilisation, elles n'hésitent pas à piller la population et à mettre des provinces en coupe réglée. Charles V le Sage entreprend plusieurs réformes avec notamment l'uniformisation des compagnies et l'envoi dans les provinces de gouverneurs du roi. Le connétable devient le chef des armées françaises, devant même les grands princes et officiers, mais aussi le responsable de la justice militaire. En 1445 sont créées les compagnies d'ordonnance, les premières armées permanentes du royaume. Sous la surveillance d'un capitaine, elles mènent des opérations militaires en cas de guerre et restent en garnison dans des villes pour assurer la sécurité quotidienne du royaume. Dans le même temps, une archerie, appelé Franc-archer, est formée, remplacée à terme par des artilleries à poudre.

### Ancien Régime

#### Présentation
L'armée est réformée en profondeur au XVIIe siècle. L'administration civile est développée pour gérer l'armée et la hiérarchie militaire est réorganisée pour favoriser l'avancement au mérite à la petite noblesse et la bourgeoisie. Une ébauche de conscription est mise en place avec la milice provinciale, une armée de réserve composée d'hommes tirés au sort. Le service d'ost est convoqué pour la dernière fois en 1703.

#### Secrétariat d'État à la guerre
Le secrétariat d'État à la guerre trouve son origine dans les réformes de 1472, mais ses attributions définitives sont définies avec la création des secrétariats d'État sous Henri II. Jusqu'à la suppression de la charge de connétable en 1627, le rôle du secrétaire d'État est celui d'un simple exécutant responsable des comptes et de l'expédition des ordres militaires sur certaines armées seulement. Tout au long du XVIIe siècle, les attributions du secrétariat augmentent progressivement jusqu'à posséder l'ensemble des attributions militaires au milieu du XVIIIe siècle. Les charges militaires deviennent alors purement honorifiques et le génie et l'artillerie perdent leur indépendance. En 1791, il est remplacé par le ministère de la guerre, sans continuité avec l'ancienne administration.

#### Administration civile
L'administration centrale du département de la guerre commence à se développe en 1635. Au fil des guerres, elle s'organise et se structure en bureaux spécialisés. Les principaux sont, le bureau de la correspondance chargé de la direction des armées durant les guerres et de la transition des ordres, notamment ceux du roi. Le bureau des fonds, gère le budget du département, des soldes et vérifie les comptes. Le bureau des grâces, est chargé du recrutement et de la carrière des officiers. Le bureau des déserteurs et du contrôle des troupes enregistre les changements survenus dans les régiments et le rôle des déserteurs. Le bureau du mouvement organise le déplacement et le ravitaillement des troupes en marche. Le bureau des provinces chargé de l'administration des provinces relevant du secrétaire d'État. Selon les réformes, les bureaux sont fusionnés pour en réduire le nombre, où deviennent indépendants. Il existe aussi des services techniques spécialisés. Le dépôt de la guerre chargé des archives et le bureau des ingénieurs géographes chargé de dessiner et conserver les cartes militaires.
Elle comprend aussi une hiérarchie civile avec en haut les intendants d'armée, qui apparaissent dès Henri II. Ils sont les chefs civils de l'armée, chargés d'assister les chefs militaires dans les différents domaines de l'administration et responsable du recrutement des troupes. Les commissaires des guerres existent depuis le XIVe siècle comme adjoints du connétable chargé de l'intendance. Avec l'apparition des intendants, ils se diversifièrent dans leurs tâches, avec les commissaires provinciaux et en dessous d'eux les commissaires ordinaires assistés des contrôleurs de guerres chargés de tâches comptables et de surveillance. Au milieu du XVIIIe siècle, les charges de commissaires deviennent militaires et obtiennent le grade de capitaine.

#### Hiérarchie militaire
La hiérarchie militaire commence à réellement exister au milieu du XVIIe siècle lorsque la nomination des officiers devient le privilège du roi et non plus des colonels généraux. Le haut commandement est exercé par les lieutenants généraux des armées du roi et les maréchaux de camp, ils sont sous l'autorité du connétable jusqu'en 1626 et des maréchaux. Les officiers supérieurs sont à la tête des régiments, il s'agit du colonel dans l'infanterie et du mestre de camp dans la cavalerie, mais aussi du lieutenant-colonel créé en 1665 pour favoriser la promotion des officiers sans fortune et du major créé en 1668 chargé de la discipline. Les officiers des compagnies sont le capitaine, lieutenant et enseigne dans l'infanterie et cornette dans la cavalerie. Ces deux derniers sont remplacés en 1762 par le grade de sous-lieutenant. De 1667 à 1788, le grade de brigadier est intermédiaire entre les officiers supérieurs et généraux. Au milieu du XVIIIe siècle, de nombreux grades d'officiers subalternes sont créés pour favoriser l'avancement au mérite comme le lieutenant en troisième (artillerie), le porte-drapeau (infanterie), le porte-étendard (cavalerie), le porte-guidon (dragons) et le quartier-maître trésorier. La hiérarchie des bas officiers devient, adjudant, sergent-major (infanterie et artillerie) et maréchal des logis en premier (cavalerie), fourrier, sergent et enfin maréchal des logis en second.